# 국도화학
국도화학주식회사 (國都化學株式會社, Kukdo Chemical Company, 한국: 007690)는 대한민국의 화학회사다. 본사는 서울특별시 금천구 가산동에 있으며 1972년에 설립했다.

## 역사
- 1972년 국도화학공업 설립하고
- 1989년 주식 상장
- 1996년 자회사인 국도정밀화학을 세웠다
- 1999년 현재의 사명을 변경하고
- 2011년 '한국형 히든 챔피언 육성사업 대상기업' 인증을 취득했으며
- 2014년 선박용 도료 생산을 목적으로 페날카민공장을 완공하고, 중국, 동남아, 유럽으로 수출하기 시작했다.

## 생산제품
- 에폭시수지
- 폴리아미드수지
- 폴리우레탄